# Lagoa do Parové
A Lagoa do Parové, famosa por sua lenda, situa-se na região do Parové, no Distrito de Passo Novo. Pertence a particulares, e sua parte mais balneável situa-se na Fazenda São Sebastião, atualmente de propriedade de Joaquim Aurélio Pedroso Netto e Eduardo Aurélio Pedroso. Não é permitida nem a caça, nem a pesca, e as visitas ao local dependem de prévia autorização dos proprietários. Seu manancial é originado do aquífero guarani. s